# Zemětřesení v San Franciscu 1906
Zemětřesení v San Franciscu v roce 1906 bylo zemětřesení, které postihlo v 13:12:21 UTC (05:12:21 místního času) ve středu 18. dubna 1906 oblast Sanfranciského zálivu. Hypocentrum otřesu s magnitudou 7,1 Mw - 8,3 Mw se nacházelo západně od průlivu Zlatá brána (pravděpodobně na souřadnicích 37,75° s. š., 122,55° z. d.) v hloubce 8 km (±5 km).
Hlavní epicentrum otřesů se nacházelo na pobřeží 3 km, blízko skal nazvaných Mussel Rock. Otřesy byly cítit až v Los Angeles a ve vnitrozemí až v centru Nevady. Zemětřesení a hlavně následný požár si vyžádaly přes 3 000 lidských životů a je považováno za jednu z nejhorších živelních pohrom v historii Spojených států.

## Zemětřesení

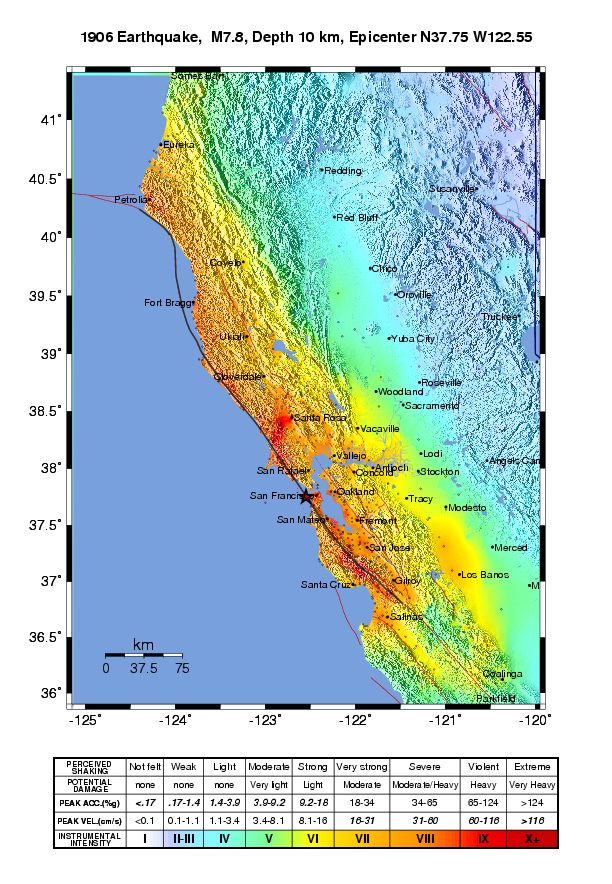
Mapa závažnosti zemětřesení

Ke katastrofě došlo téměř tři dekády před vznikem Richterovy Stupnice, nicméně nejčastější odhady hovoří o síle 7,9 Mw. Jiné odhady přisuzují zemětřesní sílu od 7,7 Mw až po 8,3 Mw. Podle zjištění publikovaných v časopise Journal of Geophysical Research došlo před i po zemětřesení k silným deformacím zemské kůry. Ruptura se šířila severojižně v celkové délce asi 476 km (296 mi).
Silný předtřes udeřil 20 - 25 vteřin před hlavním otřesem, který trval asi 42 vteřin. Během desetiletí před zemětřesením z roku 1906 bylo zaznamenáno mnoho slabších otřesů - více než v kterékoli jiné době. Tyto otřesy byly dlouho považovány za předzvěst velké katastrofy, nicméně později se zjistilo, že měly silný sezonní charakter patrně způsobený překrytím zlomů v zálivech sedimenty uvolněnými při erozi způsobené hydraulickou těžbou používanou v pozdějších letech zlaté horečky.

## Požáry
Požáry, které zachvátily město bezprostředně po otřesech, způsobily více škody než samotné zemětřesení a následné dotřesy. Odhaduje se, že právě požáry mají na svědomí až 90% všech škod způsobených touto katastrofou. Více než 30 požárů zničilo během tří dnů přibližně 25 000 budov ve 490 blocích. Většinu požárů způsobil plyn unikající z poškozeného potrubí, nicméně část zavinili hasiči, když pomocí dynamitu odstřelovali budovy ve snaze zabránit dalšímu šíření ohně. Požáry zuřily celkem čtyři dny a čtyři noci a způsobily škody přibližně ve výši 350 milionů tehdejších USD.

## Fotografie San Francisca

### George Lawrence
Slavné fotografie San Francisca po zemětřesení v roce 1906 pořídil George Lawrence velkoformátovým panoramatickým fotoaparátem a stabilizační plošiny, kterou sám navrhl. Jednalo se o 160stupňovou panoramatickou fotografii pořízenou z výšky 600 metrů (pomocí draků), která byla vyvolána kontaktním otiskem z negativu o rozměrech 17 x 48 palců (43,18 x 122 cm). Fotoaparát vážil 22 kilogramů a používaly se v něm celuloidové desky. Lawrence prodával tyto snímky za 125 dolarů a celkem za prodané fotografie získal 15 000 dolarů. V roce 1908, tedy dva roky po události, nasnímal zrekonstruované San Francisco ze stejných pohledů.
O sto let později se tým fotografů okolo Rona Kleina z International Association of Panoramic Photographers pokusil zrekonstruovat Lawrencův snímek. Zhotovili přesnou repliku Lawrencovy panoramatické kamery - nefotografovali však z draka, ale z vrtulníku.

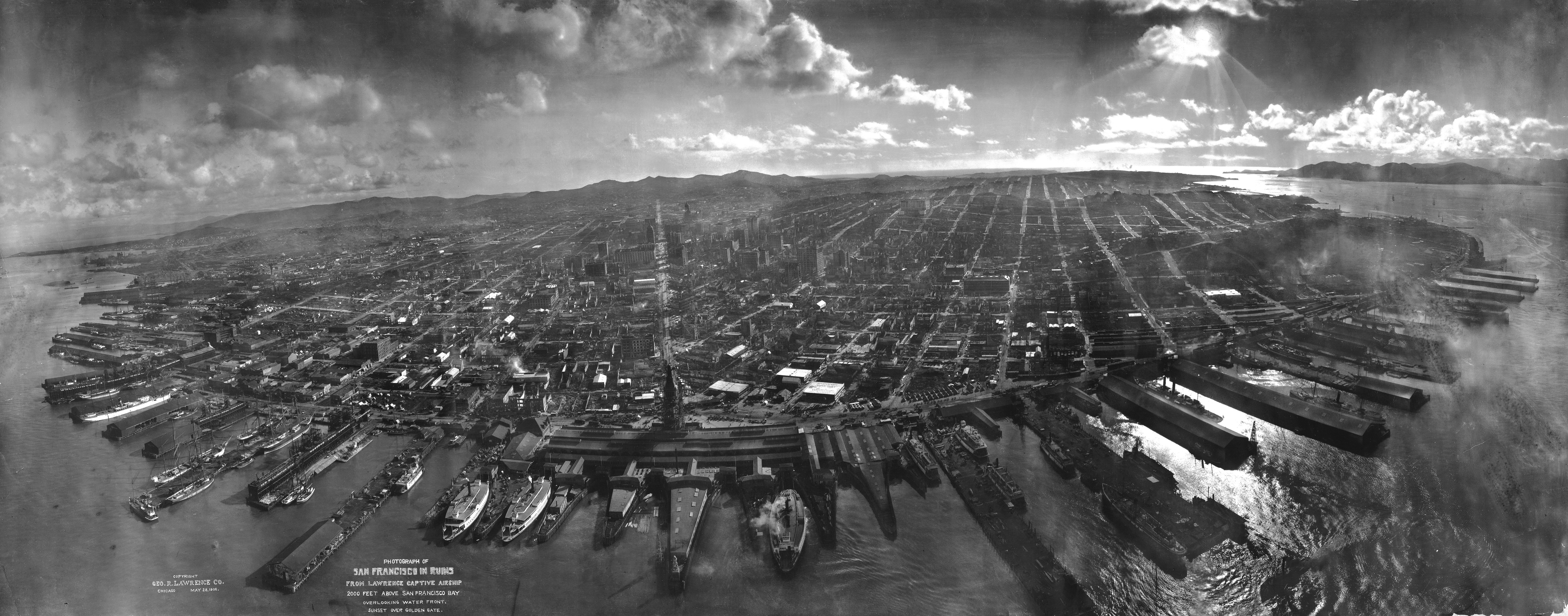
George R. Lawrence: Ruiny San Francisca na snímku pořízeném z draku (28. května 1906)

.

### Arnold Genthe

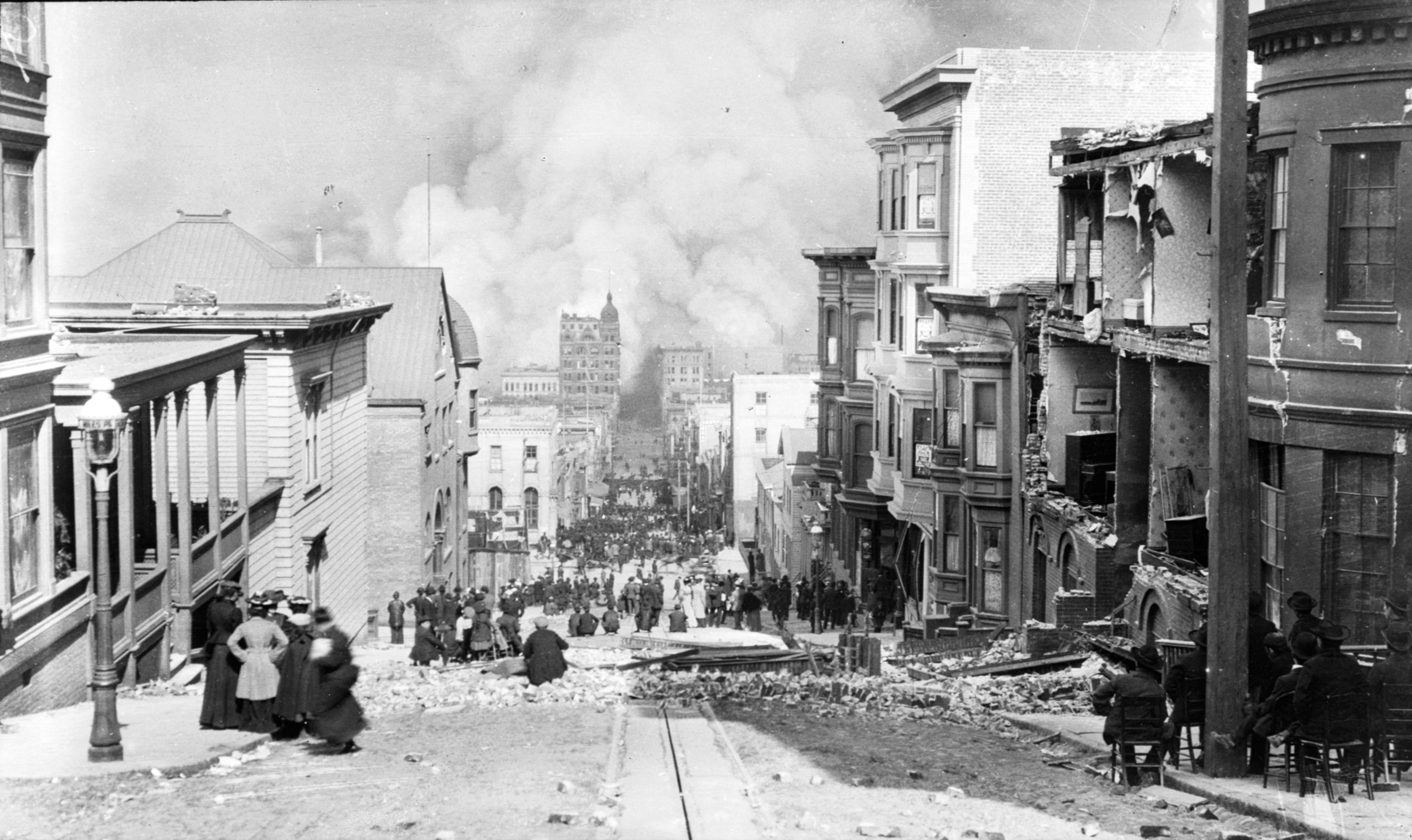
Pohled na Sacramento Street (18. dubna 1906)

Dalším velkým fotografem, který zdokumentoval zkázu San Francisca, byl Arnold Genthe. Byl to místní fotograf, takže oproti Lawrencovi začal dokumentovat zničené a požáry zachvácené město bezprostředně po zemětřesení (a to navzdory tomu, že při katastrofě přišel o svůj ateliér).
Jeho fotografie focené z ulice či blízkých kopců, z nichž se zachovalo asi 180, ukazují zničené město zachvácené rozsáhlými požáry. Patrně nejslavnější z nich a zároveň nejslavnější Gentheho fotografií vůbec je fotografie Pohled dolů na Sacramento Street, focená z vrcholu Nob Hill.